# HMS Victoria (1859)
Pour les autres navires du même nom, voir HMS Victoria.
Le HMS Victoria est un navire de ligne de la Royal Navy lancé en 1859. Avant l'achèvement du HMS Warrior, il est le deuxième plus grand navire de guerre du monde derrière le Bretagne et emporte 121 canons. Il est aussi le dernier navire en bois à trois ponts de premier rang de la marine britannique, ainsi que le premier vapeur à cheminées décalées bâbord et tribord de cette marine.

## Conception
Le HMS Victoria est le premier d'une série de deux navires de lignes de premier rang commandés à la fin des années 1850 et conçus par Isaac Watts. Sa quille est posée au Portsmouth Dockyard le 4 avril 1856 et il est lancé le 12 novembre 1856 ; son sister-ship le HMS Howe (en) est quant à lui lancé au Pembroke Dockyard le 7 mars 1860. Grée en trois-mâts carré et disposant d'une hélice mue par une machine à vapeur Maudslay de 2 cylindres développant 4 403 chevaux, le Victoria emporte à son bord 121 canons. Il aura coûté au total 150 578 livres sterling de l'époque, le but avoué étant de damer le pion au Bretagne de la marine française

## Histoire
À sa mise à l'eau, il dépasse en taille tout ce qui existe, jusqu'à l'arrivée du HMS Warrior (1860). Lors de ses essais en mer le 5 juillet 1860, il file 11,797 nœuds (21,848 km/h). Il est placé en réserve à Portsmouth. Il entre en service le 2 novembre 1864 dans la Mediterranean Fleet dont il est le navire amiral et est attaché à La Valette jusqu'en 1867. Le 17 juillet 1867 est le jour de sa dernière apparition publique lors de la revue navale de Spithead. Il est mis en réserve à Portsmouth avec un armement réduit à 12 canons. Il ne rentre plus en service actif et, il est finalement vendu à la démolition le 31 mai 1893.

## Représentation
Un phototype (26,5 cm x 18,9 cm) du HMS Victoria vers 1890, réalisé par le peintre de marines William Frederick Mitchell dit Mitchell de Maryport.